# 大山桂
大山 桂（おおやま かつら、 1917年（大正6年）10月6日 - 1995年（平成7年）12月30日）は、日本の海洋生物学者。学位は、理学博士。日本貝類学会副会長（元）・鳥羽水族館研究員。
貝類学が専門で、クダマキガイ科、タマガイ科、ミノガイ科を中心に研究を進めていた。

## 年譜
- 1917年（大正6年） -  陸軍少佐公爵・大山柏の次男として生まれる。
- 1941年（昭和16年） - 東京帝国大学理学部動物学科卒業[3]
- 1942年（昭和17年） - 文部省資源科学研究所助手
- 1946年（昭和21年） - 財団法人資源科学研究所研究員
- 1947年（昭和22年） - 商工省地下資源調査所（のちの通産省工業技術院地質調査所）技官
- 1955年（昭和30年） - スタンフォード大学地質学教室に留学
- 1956年 (昭和31年）- 東京大学より理学博士の学位を授与さる。論文題目：「現生の生体群集及び遺骸群集に基づく貝化石群集の古生態学的研究」
- 1979年（昭和54年） - 地質調査所退官[4]。鳥羽水族館第二研究室に研究員として勤務
- 1995年（平成7年）12月30日 - 78歳で死亡。生涯独身を通した[4]。

## 著作物

### 著書
- 1943年（昭和18年） - 『駿河湾産軟体動物目録』 資源科学研究所
- 1943年（昭和18年） - 『ミノカビ科其1新生代及現生』（『東亜産現生化石貝類の研究. 第1輯』 柁谷書院 に収録）
- 1987年（昭和62年） - 『大山桂著作集』 大山桂博士古稀祝賀記念行事会
- 1994年（平成6年） - 『大山桂著作集 その2』 大山桂博士古稀祝賀記念行事会

### 編纂
- 1971年（昭和46年） - 黒田徳米・波部忠重・大山桂・生物学御研究所編『相模湾産貝類』丸善
- 1977年（昭和52年） -  波部忠重・稲葉亨・大山桂『波部忠重記載の貝類目録 1939-1975 』おきなえびすの会

### 論文
- 1952年（昭和27年） - 『海産貝類の垂直分布について』 貝類学雑誌
- 1953年（昭和28年） - 『本邦産クダマキガイ科既知種の再検討（1）』 貝類学雑誌 第17巻3号
- 1954年（昭和29年） - 『本邦産クダマキガイ科既知種の再検討（2）』 貝類学雑誌 第18巻1号
- 1955年（昭和30年） - 『キサゴ亜科 Umboniinae の進化に関する新知見（予報）』 貝類学雑誌 第18巻3号
- 1959年（昭和34年） - 『邦産貝類名の再検討（2）』 貝類学雑誌 第20巻3号
- 1959年（昭和34年） - 『邦産貝類名の再検討（3）』 貝類学雑誌 第20巻4号
- 1961年（昭和36年） - 『タケノコガイ科の分類に関する2-3の新事実』 貝類学雑誌 第21巻2号
- 1961年（昭和36年） - 『ふたたび本邦産タケノコガイ科の化石種並に分類に関する2-3の新知見について』 貝類学雑誌 第21巻3号
- 1961年（昭和36年） - 『邦産貝類名の再検討（4）』  貝類学雑誌 第21巻3号
- 1961年（昭和36年） - 『邦産タケノコガイ科の分布について』 貝類学雑誌 第21巻4号
- 1962年（昭和37年） - 『本邦産新腹足類（1）』 貝類学雑誌 第22巻1号
- 1966年（昭和41年） - 『本邦産現生クタボラ科（1）』 貝類学雑誌 第25巻1号
- 1968年（昭和43年） - 『日本産トゲコウシツブ属（クダボラ科）の再検討』 貝類学雑誌 第26巻3・4号
- 1969年（昭和44年） - 『本邦産タマガイ科の分類学的検討』 貝類学雑誌 第28巻2号
- 1974年（昭和49年） - 『ビョウブガイ類の再検討』 貝類学雑誌 第32巻4号
- 1976年（昭和51年） - 『アダムスタマガイの所属について』稲葉明彦（共著） 貝類学雑誌 第35巻3号

### エッセイ
- 1994年（平成6年） - 『ナリヒラシジミ』、『ショウゴインツキガイ縁起』、『タケノコ三代』、『マングローブ林観察記』 鳥羽水族館

### 監修
- 1957年（昭和32年） - 『貝類写真集 - The Molluscan Shells - 』 科学と写真の会

### 関連書
- 1980年（昭和55年） - 『貝類学雑誌 (VENUS) 第1巻～第24巻分類総索引』（大山桂博士還暦記念出版） 日本貝類学会